# Bangladesz na Letnich Igrzyskach Paraolimpijskich 2004
Bangladesz na Letnich Igrzyskach Paraolimpijskich w Atenach był reprezentowany przez 1 zawodnika – biegacza Mokshuda Mokshuda.

## Kadra

### Lekkotletyka
- Mokshud Mokshud

400 m (kategoria T46) – nie zakwalifikował się do finału (1:15.63)